# Южен гладък кит
Южният гладък кит (Eubalaena australis) е вид беззъб кит, един от трите вида южни китове (род Eubalaena) в семейство гладки китове (Balaenidae), наред с бискайския кит Eubalaena glacialis и японския кит Eubalaena japonica, от които е почти неразличим с изключение на някои малки разлики в черепа.

## Физическо описание
Подобно на останалите два вида южни китове, южният гладък кит лесно се различава от други китове по втвърдените образувания по главата, широкия гръб без дорзална перка и голяма уста, която в ъглите достига над нивото на очите. Кожата му е много тъмно сива или черна, понякога с бели петна по корема.
Размерите на възрастна женска достигат до 15 m и тегло до 47 тона, като регистрираните рекорди са за 17,5 – 18 m дължина и 80 тона тегло. Това прави южния гладък кит малко по-малък по размери от останалите два вида южни китове, обитаващи северното полукълбо.
Тестисите при този вид китове са смятани за най-големите измежду всички животински видове, всеки тежащ около 500 kg. Това навежда учените на мисълта, че в процеса на размножаване семенното съревнование играе съществена роля. Южните гладки китове живеят изолирано и не могат да пресекат топлите екваториални води, за да установят контакт с други видове или подвидове на рода, с които да се чифтосват. Причината за това е, че разполагат с дебел слой подокожна китова мас, която е пригодена да съхранява вътрешната им телесна температура в студените южни части на Южния Полярен океан, но в топлите тропически води би пречила на температурния обмен и преживяемост на китовете. Съществуват обаче исторически сведения и непотвърдени наблюдения в днешни дни за срещания на Eubalaena australis в екваториални води.

### Кожни втвърдявания
Втвърдяванията по главата са естествени, вродени кожни образувания, характерни за южните китове. Нормалният им цвят е сивкав, но се вижда като бял, заради колониите ракообразни от семейство Cyamidae (известни като „китови въшки“), които се разпространяват върху тях. Втвърдяванията се получават по горната част на главата на кита, над очите, по линията на челюстта и около дихателния отвор. Тези образувания нямат определена форма и за всеки кит са индивидуални, което особено благоприятства фотоидентификацията и проследяването на популацията и природозащитния статут при този род китове. Еволюционното значение на втвърдяванията все още е неизвестно.

## Популация и разпространение
Южните гладки китове са разпространени изцяло в южните части на океаните в южното полукълбо. Те прекарват лятото, изхранвайки се в най-южните части на Южния Полярен океан, вероятно в близост до Антарктика. През зимата видът мигрира за размножаване на север и е забелязван край бреговете на Австралия, Аржентина, Бразилия, Мадагаскар, Мозамбик, Намибия, Нова Зеландия, Перу, Република Южна Африка, Тристан да Куня, Уругвай и Чили.
Според оценки, публикувани от National Geographic през октомври 2008 г., популацията на Eubalaena australis наброява приблизително 10 000 индивида. Откакто ловуването на южни гладки китове е забранено, популацията според оценките нараства със 7% на година. Проучванията показват, че южноамериканските, южноафриканските и австралазийските групи от южни гладки китове се кръстосват помежду си много рядко, ако изобщо, тъй като женските демонстрират много силна привързаност към съответните си ареали за хранене и чифтосване, и предават предпочитанията си и на малките си.

## Природозащитен статут
Южният гладък кит е вписан като „застрашен“ вид от CITES и попада под закрилата на всички страни, където са известни размножаващи се популации от вида (Австралия, Аржентина, Бразилия, Нова Зеландия, Република Южна Африка, Уругвай и Чили). В Бразилия, в щата Санта Катарина, през 2000 година е учредена природозащитна област от 1,560 km2 площ и 130 km брегова ивица, с което под закрила попадат основната бразилска акватория, където южният гладък кит се размножава, и където се подкрепя регулираното със закон наблюдение на китовете.
Eubalaena australis е вписан в Приложение I на Конвенцията на опазване на мигриращите видове диви животни, тъй като видът е категоризиран като застрашен от изчезване в цялата или в значителна част от местообитанието си.
Видът е защитен и според Меморандума за разбирателство за опазване на китоподобните и техните местообитания в тихоокеанския островен регион.